# Sinanema ginlingensis
Sinanema ginlingensis is een rondwormensoort uit de familie van de Rhabdolaimidae.